# Egerton Boughton-Leigh
Egerton Ward-Boughton-Leigh (* 2. November 1897 in London, Vereinigtes Königreich; † 27. Mai 1960 in Lewes, Sussex, Vereinigtes Königreich); war ein britischer Soldat und alpiner Skirennläufer.

## Biografie
Egerton kam als Sohn von John Hugh Ward-Boughton-Leigh und Alice Mary Ward-Boughton-Leigh, geb. Herrick in London zur Welt. Er besuchte das Eton College und absolvierte anschließend das Royal Military College in Sandhurst. Er war Teilnehmer des Ersten Weltkrieges und brachte es bis zum Rang eines Captains.
Am 19. September 1927 heiratete er in der St.-George-Kirche, Hanover Square, London, die gebürtige US-Amerikanerin Helen Bendelari die sich in den 1930er Jahren unter ihrem Ehenamen Helen Boughton-Leigh zu einer der bekanntesten und erfolgreichsten britischen Skifahrerinnen entwickelte. Das Ehepaar verbrachte in den Wintermonaten regelmäßig Zeit zum Skifahren in den Schweizer Bergen und nahm 1932 gemeinsam an den 9. Alpinen Skiweltmeisterschaften im italienischen Cortina d’Ampezzo teil.
Im am 4. Februar 1932 gefahrenen Abfahrtslauf belegte Boughton-Leigh als fünftbester Brite unter 43 Startern den 28. Platz. Mit einer Zeit von 6:34,40 blieb er damit etwa 1:20,00 min hinter dem Sieger Gustav Lantschner. Im zwei Tage später ausgetragenen Slalom steigerte er sich auf den 16. Rang und blieb mit einer Gesamtzeit von 1:44,00 min nur 14 Sekunden hinter dem Sieger Friedl Däuber, aber noch vor seinem Teamkollegen Gordon Cleaver. In der alpinen Kombination erreichte er damit knapp hinter Cleaver den 21. Gesamtrang.
In den inoffiziellen Mannschaftswertungen belegte Boughton-Leigh mit dem britischen Team, dem neben Cleaver noch Bill Bracken, Peter Lunn und William James Riddel angehörten, in der Abfahrt Rang fünf, im Slalom überraschend noch vor Deutschland Rang drei und in der Gesamtwertung der alpinen Kombination Rang vier. Es blieb dies Boughton-Leighs einzige Teilnahme bei Skiweltmeisterschaften.
Nach seiner 1934 erfolgten Scheidung von seiner ersten Frau Helen – die Ehe blieb kinderlos – heiratete er am 19. Dezember 1952 Noeline Waller-Bridge. Boughton-Leigh verstarb 1960 im Alter von 62 Jahren.

## Erfolge

### Weltmeisterschaften
- Cortina d’Ampezzo 1932: 16. Slalom, 21. Kombination, 28. Abfahrt[4][5]